# Gymnodamaeus pearsei
Gymnodamaeus pearsei är en kvalsterart som beskrevs av Banks 1947. Gymnodamaeus pearsei ingår i släktet Gymnodamaeus och familjen Gymnodamaeidae. Inga underarter finns listade i Catalogue of Life.